# Уетор-Тахар
Уетор-Тахар (ісп. Huétor Tájar) — муніципалітет в Іспанії, у складі автономної спільноти Андалусія, у провінції Гранада. Населення — 9998 осіб (2010).
Муніципалітет розташований на відстані близько 360 км на південь від Мадрида, 39 км на захід від Гранади.
На території муніципалітету розташовані такі населені пункти (дані про населення за 2010 рік):
- Калардос: 3 особи
- Ла-Есперанса: 33 особи
- Естасьйон-де-Уетор-Тахар: 54 особи
- Уетор-Тахар: 9105 осіб
- Лас-Торрес: 40 осіб
- Вента-Нуева: 763 особи

## Демографія
Динаміка населення (INE):

## Галерея зображень

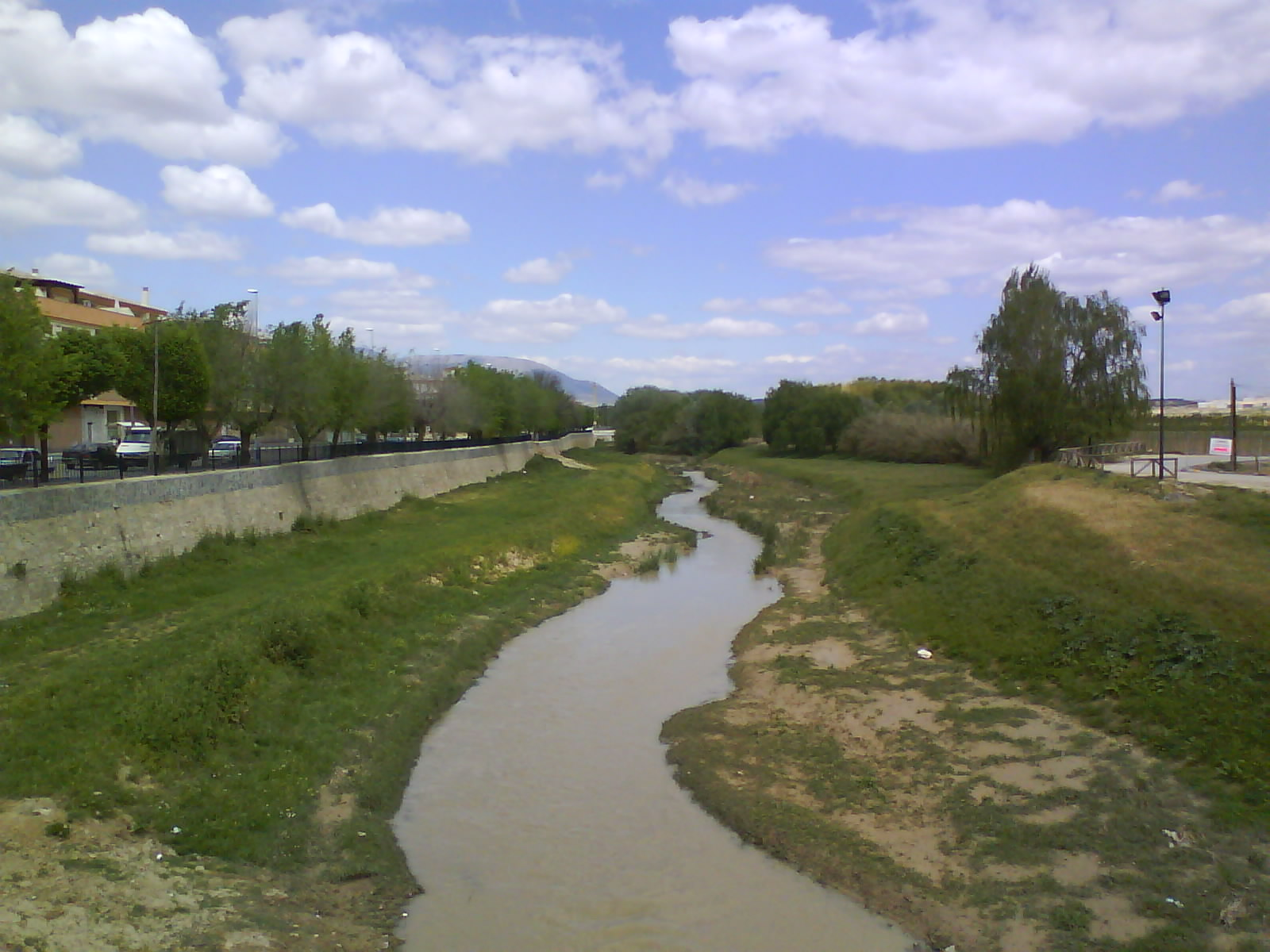
Річка Хеніль, Уетор Тахар
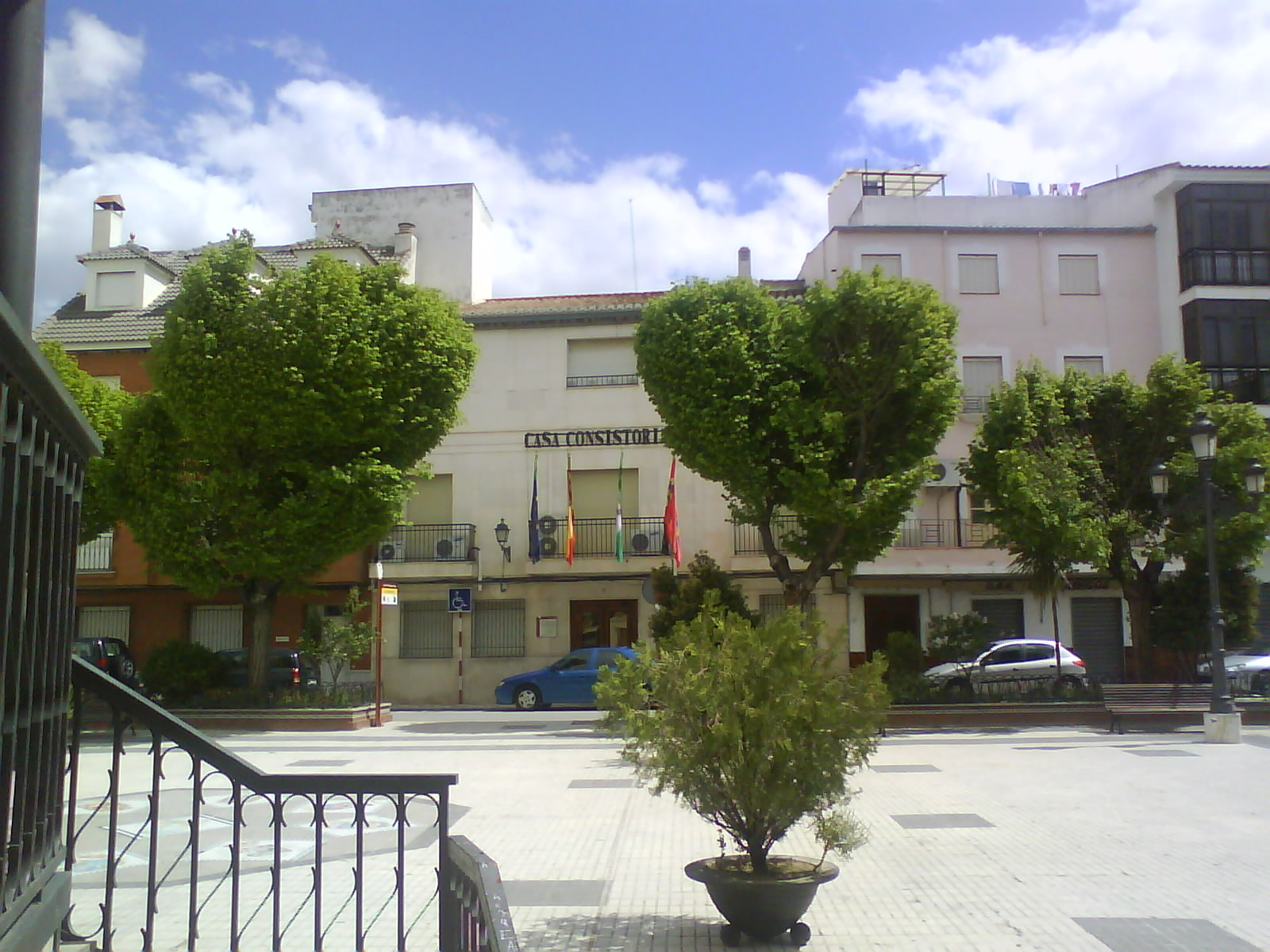
Ратуша